# Сенченко Микола Іванович
Мико́ла Іва́нович Се́нченко (1 травня 1945, Ніжин) — український учений у галузі обчислювальної техніки та книгознавства; директор Книжкової палати України імені Івана Федорова. Доктор технічних наук (1988). Професор (1995). Заслужений діяч науки і техніки України (1999). З 2007 — лідер Української консервативної партії, член Комітету з присудження щорічної премії Президента України «Українська книжка року».

## Біографія
Закінчивши 1961 року середню школу, вступив на перший курс фізико-математичного факультету Ніжинського державного педагогічного інституту імені Миколи Гоголя. Далі перевівся на факультет обчислювальної техніки Харківського інституту радіоелектроніки. 1966 року здобув вищу освіту за фахом «Математичні та лічильно-розв'язувальні прилади та пристрої».
У 1966—1985 роках працював у Харківському інституті інженерів комунального будівництва. Розпочавши трудову діяльність завідувачем лабораторії обчислювальної техніки, зумів реорганізувати її у великий інформаційно-обчислювальний центр.
Паралельно Сенченко вів наукові дослідження з проблем створення автоматизованих інформаційних технологій, працював над написанням кандидатської дисертації «Розробка й дослідження принципів синтезу автоматизованих обчислювальних структур». 1974 року захистив дисертацію і став кандидатом наук. 1974 року розпочалася педагогічна діяльність Сенченка — спочатку на посаді старшого викладача, а від 1976 року — доцента кафедр вищої математики та прикладної математики й обчислювальної техніки.
1988 року захистив докторську дисертацію (спеціальність «Обчислювальні машини, комплекси, системи і мережі»), в якій розглядалося питання використовування електронно-обчислювальної техніки для зберігання й обробки значних інформаційних масивів. Дисертацією Сенченка зацікавився віце-президент АН УРСР Ігор Костянтинович Походня і запросив ученого до Києва на посаду директора Центральної наукової бібліотеки АН УРСР (нині Національна бібліотека України імені В.І.Вернадського).
Детально ознайомившись із діяльністю бібліотеки Конгресу США та відвідавши низку бібліотечних установ Мюнхена, Афін, Відня, Західного Берліна, а також найбільших установ тодішнього СРСР, Сенченко розпочав роботу над створенням нового бібліотечно-інформаційного комплексу на базі бібліотеки. Завдяки діяльності Сенченка на посаді директора упродовж 1985—1992 років установа здобула статус науково-дослідного інституту першої категорії (1988), їй надано ім'я Володимира Івановича Вернадського (1987), закінчено будівництво та введено в експлуатацію нове приміщення площею 35,7 тис. м² (1989), відкрито кілька нових відділів, підготовлено технічний проект автоматизації бібліотеки, закуплено обладнання й створено локальну комп'ютерну мережу на 100 комп'ютерів.
У 1992—1993 роках — проректор Києво-Могилянської академії.
У 1993—1995 роках — проректор і завідувач кафедри Київського інституту культури.
Від 1995 року — директор Книжкової палати України (повна назва — Державна наукова установа «Книжкова палата України імені Івана Федорова»).
Головний редактор журналу «Вісник Книжкової палати». А з 2013-го — головний редактор державного бібліографічного покажчика України Літопису газетних статей.
Від 1995 року — академік Міжнародної академії інформатизації.
У 2006 році балотувався до Верховної Ради України за списками Української консервативної партії, однак до Парламенту не потрапив — партія набрала 0,09 % голосів виборців.
У 2014 році під його іменем видана книга «Доларовий лохотрон» чи фінансове поневолення світу (2014).
У 2015 році балотувався до Київської міської ради від Народного Руху України, виборчий округ № 39.
Член Національної спілки письменників України і Національної спілки журналістів України.

## Погляди
Микола Сенченко є прибічником різноманітних теорій змов. Наприклад, у статті редактора «Вісника Книжкової палати» (№ 6, 2020) він висловлює переконання, що пандемія COVID-19 є наслідком бажання «глибинних держав» — США і Великої Британії — зменшити населення планети, і що за пандемією слідуватиме «примусова вакцинація з латентною чипізацією». У тій же статті Сенченко висловлює думку, що йде будівництво «Глобальної імперії англосаксів», яке фінансують фонди Ротшильда, Рокфеллера, Сороса та ін. У висновку статті він риторично закликає проти руху до Європи і НАТО «під ярмо „золотого мільярда“».

## Нагороди
- 1990 — Почесна Грамота Президії Верховної Ради УРСР.
- 1999 — Заслужений діяч науки і техніки України.
- 2009 — Орден «За заслуги» III ступеня
- 2010 — присуджено премію ім. Івана Франка у галузі інформаційної діяльності[4].
- 2021 — Орден «За заслуги» II ступеня[5].

## Переклади
Луи Броуэр. Фармацевтическая и продовольственная мафия. Последствия её деятельности: дискредитация аллопатической медицины и серьёзные проблемы состояния здоровья населения Запада / Пер. с франц. Н. И. Сенченко / Луи Броуэр. — К.: Изд. дом «Княгиня Ольга», 2002. — 280с.